# Синхронне плавання на Чемпіонаті світу з водних видів спорту 2013
Змагання з синхронного плавання на Чемпіонаті світу з водних видів спорту 2013 тривали з 20 до 27 липня в Палау-Сант-Жорді в Барселоні (Іспанія).

## Розклад змагань
| Дата          | Час   | Раунд                                             |
| ------------- | ----- | ------------------------------------------------- |
| 20 липня 2013 | 09:00 | Соло, технічна програма, попередні змагання       |
| 20 липня 2013 | 14:00 | Група, технічна програма, попередні змагання      |
| 20 липня 2013 | 19:00 | Соло, технічна програма, фінал                    |
| 21 липня 2013 | 09:00 | Дует, технічна програма, попередні змагання       |
| 21 липня 2013 | 14:00 | Комбінація, довільна програма, попередні змагання |
| 21 липня 2013 | 19:00 | Дует, технічна програма, фінал                    |
| 22 липня 2013 | 09:00 | Соло, довільна програма, попередні змагання       |
| 22 липня 2013 | 19:00 | Група, технічна програма, фінал                   |
| 23 липня 2013 | 09:00 | Дует, довільна програма, попередні змагання       |
| 23 липня 2013 | 18:00 | Група, технічна програма, попередні змагання      |
| 24 липня 2013 | 19:00 | Соло, довільна програма, фінал                    |
| 25 липня 2013 | 19:00 | Дует, довільна програма, фінал                    |
| 26 липня 2013 | 19:00 | Група, технічна програма, фінал                   |
| 27 липня 2013 | 19:00 | Комбінація, довільна програма, фінал              |

## Медальний залік

### Таблиця медалей
| Місце              | Країна             | Золото | Срібло | Бронза | Загалом |
| ------------------ | ------------------ | ------ | ------ | ------ | ------- |
| 1                  | Росія              | 7      | 0      | 0      | 7       |
| 2                  | Китай              | 0      | 4      | 0      | 4       |
| 3                  | Іспанія            | 0      | 3      | 4      | 7       |
| 4                  | Україна            | 0      | 0      | 3      | 3       |
| Загалом (4 збірні) | Загалом (4 збірні) | 7      | 7      | 7      | 21      |

- Рекорд(*)

### Дисципліни
| Дисципліна                    | Золото | Золото | Срібло | Срібло | Бронза | Бронза |
| ----------------------------- | --- | ------ | --- | ------ | --- | ------ |
| Соло, технічна програма       | Світлана Ромашина · Росія | 96.800 | Хуан Сюечень · Китай | 95.500 | Она Карбонелл · Іспанія | 94.400 |
| Соло, довільна програма       | Світлана Ромашина · Росія | 97.340 | Хуан Сюечень · Китай | 95.720 | Она Карбонелл · Іспанія | 94.290 |
| Дует, технічна програма       | Світлана Колесніченко · Світлана Ромашина · Росія | 97.300 | Цзян Тінтін · Цзян Веньвень · Китай | 94.900 | Она Карбонелл · Маргаліда Креспі · Іспанія | 93.800 |
| Дует, довільна програма       | Світлана Колесніченко · Світлана Ромашина · Росія | 97.680 | Цзян Тінтін · Цзян Веньвень · Китай | 95.350 | Она Карбонелл · Маргаліда Креспі · Іспанія | 94.990 |
| Група, технічна програма      | Влада Чигирьова · Дарія Коробова · Олександра Пацкевич · Олена Прокоф'єва · Алла Шишкіна · Марія Шурочкіна · Анжеліка Тіманіна · Олександра Зуєва · Міхаела Каланча* · Анісія Ольхова* · Росія                        | 96.600 | Клара Басьяна · Альба Кабельйо · Она Карбонелл · Маргаліда Креспі · Таїс Енрікес · Паула Кламбург · Мерічель Мас · Крістіна Сальвадор · Клара Камачо* · Сара Леві* · Іспанія                              | 94.400 | Лоліта Ананасова · Олена Гречихіна · Ганна Клименко · Катерина Резнік · Олександра Сабада · Катерина Садурська · Анастасія Савчук · Анна Волошина · Марина Голядкіна* · Ольга Золотарьова* · Україна                                       | 93.300 |
| Група, технічна програма      | Влада Чигирьова · Світлана Колесніченко · Дарія Коробова · Олександра Пацкевич · Олена Прокоф'єва · Алла Шишкіна · Марія Шурочкіна · Анжеліка Тіманіна · Анісія Ольхова* · Олександра Зуєва* · Росія                  | 97.400 | Клара Басьяна · Альба Кабельйо · Она Карбонелл · Маргаліда Креспі · Таїс Енрікес · Паула Кламбург · Сара Леві · Мерічель Мас · Лая Понс* · Крістіна Сальвадор* · Іспанія                                  | 94.230 | Лоліта Ананасова · Олена Гречихіна · Ганна Клименко · Олександра Сабада · Катерина Садурська · Анастасія Савчук · Анна Волошина · Ольга Золотарьова · Катерина Резнік* · Марина Голядкіна* · Україна                                       | 93.640 |
| Комбінація, довільна програма | Влада Чигирьова · Міхаела Каланча · Дарія Коробова · Анісія Ольхова · Олександра Пацкевич · Олена Прокоф'єва · Алла Шишкіна · Марія Шурочкіна · Анжеліка Тіманіна · Олександра Зуєва · Світлана Колесніченко* · Росія | 97.060 | Клара Басьяна · Альба Кабельйо · Она Карбонелл · Маргаліда Креспі · Таїс Енрікес · Паула Кламбург · Сара Леві · Мерічель Мас · Лая Понс · Крістіна Сальвадор · Клара Камачо* · Ірен Монтруккіо* · Іспанія | 94.620 | Лоліта Ананасова · Марина Голядкіна · Олена Гречихіна · Ганна Клименко · Катерина Резнік · Олександра Сабада · Катерина Садурська · Анастасія Савчук · Анна Волошина · Ольга Золотарьова · Віра Голубова* · Дана-Марія Клименко* · Україна | 93.350 |

*Резерв